# Erik Tröger
Erik Tröger (* 5. September 1979 in Dohna) ist ein deutscher Bobfahrer. 
Erik Tröger startet für den SC Oberbärenburg. Er betreibt seit 2001 Bobsport. Er startete in den Bobs von Andreas Zschocke, Karl Angerer, Thomas Florschütz und Christoph Gaisreiter, seit 2007 mit Matthias Höpfner. 2004 gewann er mit Angerer bei den Juniorenweltmeisterschaften im Viererbob die Silbermedaille. 2006 gewann er mit Florschütz zwei Rennen im Europacup. Nach von Tröger verursachten Problemen beim Start des ersten Vierers der Weltcup-Saison 2006/07 hatte er den Rest der Saison über Probleme in den Weltcupkader Angerers zurückzukehren. Seit der Saison 2007 startet er für das Bobteam Höpfner.
Vor seiner Karriere im Bobsport war Tröger Sprinter in der Leichtathletik. Er war dreifacher Deutscher Hochschulmeister 2000 über 100 m, 200 m und mit der Staffel der Universität Leipzig. Noch heute hält er den Landesrekord in Sachsen über 60 m in der Männlichen Jugend B mit 6,97s. Seine persönliche Bestleistung über 100 m liegt bei 10,51s aufgestellt in Riesa am 3. Juni 2000.
Mit Ende der Saison 2007/2008 beendete er seine aktive Laufbahn als Leistungssportler und widmet sich nun ganz seiner beruflichen Laufbahn.